# Rugholt Station
Rugholt Station (Rugholt holdeplass) er en tidligere jernbanestation på Tinnosbanen, der ligger i Notodden kommune i Norge. Stationen åbnede som trinbræt 9. juni 1947 og bestod af et spor og en perron med læskur. Persontrafikken på banen blev indstillet 1. januar 1991 og godstrafikken 5. juli samme år. Banen eksisterer dog stadig, og Rugholt fremgår stadig af Jernbaneverkets stationsoversigt.